# Karl Fuchs (Politiker, 1920)
Karl Fuchs (* 11. September 1920 in Empertsreut; † 31. März 1989 in Passau) war ein deutscher Politiker (CSU).

## Leben und Beruf
Nach dem Abitur 1939 am humanistischen Gymnasium in Passau wurde Fuchs zur Wehrmacht eingezogen und nahm bis 1943 als Soldat am Zweiten Weltkrieg teil. Anschließend studierte er Philosophie, Deutsch, Geschichte, Latein und Griechisch in München, Wien und Erlangen. Er legte 1948 das erste Staatsexamen ab, beendete die Ausbildung 1949 mit dem zweiten Staatsexamen für das höhere Lehramt sowie mit der Promotion zum Dr. phil. und trat anschließend als Studienrat in den Schuldienst ein. Zunächst war er als Gymnasiallehrer in Weiden und von 1952 bis 1969 in gleicher Funktion am humanistischen Gymnasium in Passau tätig, seit 1965 als Oberstudienrat.

## Partei
Fuchs schloss sich der CSU an und war von 1963 bis 1972 Kreisvorsitzender der
CSU Passau-Land. Anschließend wurde er stellvertretender Bezirksvorsitzender der CSU Niederbayern.

## Abgeordneter
Fuchs war von 1960 bis 1972 Ratsmitglied der Gemeinde Grubweg, von 1966 bis 1972 Mitglied des Kreistages im Landkreis Passau, von 1972 bis 1974 Ratsmitglied der Stadt Passau und von 1966 bis 1969 Mitglied des Bayerischen Landtags.
Dem Deutschen Bundestag gehörte er von 1969 bis 1980 an. Er zog bei der Bundestagswahl 1969 über die Landesliste der CSU Bayern ins Parlament ein. In der siebten und achten Wahlperiode vertrat er von 1972 bis 1980 als Direktkandidat den Bundestagswahlkreis Passau. Von 1977 bis 1984 war er Mitglied des Europäischen Parlaments.

## Ehrungen
- Bundesverdienstkreuz 1. Klasse, 1973
- Großes Bundesverdienstkreuz, 1980
- Großes Bundesverdienstkreuz mit Stern, 1984
- Bürgermedaille der Stadt Passau, 1985
- Dr.-Karl Fuchs-Straße in Passau-Grubweg
- Bayerischer Verdienstorden
- Silvesterorden

## Weblink
- Karl Fuchs in der Abgeordneten-Datenbank des Europäischen Parlaments

| Personendaten    | Personendaten                             |
| ---------------- | ----------------------------------------- |
| NAME             | Fuchs, Karl                               |
| KURZBESCHREIBUNG | deutscher Politiker (CSU), MdL, MdB, MdEP |
| GEBURTSDATUM     | 11. September 1920                        |
| GEBURTSORT       | Empertsreut                               |
| STERBEDATUM      | 31. März 1989                             |
| STERBEORT        | Passau                                    |